# 에밀 샤르티에
알랭(Alain), 본명 에밀오귀스트 샤르티에(Émile-Auguste Chartier)는 1868년 3월 3일 몽타뉴오페르슈에서 태어나 1951년 6월 2일 르베지네에서 사망한 프랑스의 철학자, 저널리스트, 수필가이자 철학 교수이다. 알랭은 이성주의자, 개인주의자이자 비평가이다.
알랭은 1893년부터 1914년까지 다른 필명들을 사용했다. 그는 매우 학술적인 《형이상학•도덕 학술지》(여기에 실린 여러 논문에서 본명으로 서명하기도 함)의 일곱 “대화편”에서 “크리톤”이라고 서명했다. 알랭은 루앙에서 리카르 의원의 선거를 위해 간행된 단명한 신문, 《루앙 공화국》에 실린 팜플랫에서 “카르 되유” 혹은 “필리베르”라고 서명하기도 했으며, 마지막으로 《로리앵 급보(1903년까지)》와 이후 1903년부터 1914년까지 《루앙•노르망디 급보》에 실린 본인의 기사에서 “알랭”이라고 서명했다.

## 생애

### 유년기와 청소년기
에밀오귀스트 샤르티에는 1868년 3월 3일, 모르타뉴오페르슈(오른) 코메디 가에 있는 집에서, 수의사 에티엔 샤르티에와 쥘리에트클레망스 샬린의 아들로 태어났다. 외조부모 피에르레오폴 샬린과 루이즈에르네스틴 비고는 모르타뉴의 유명한 상인으로, 지방자치에 자주 참여했다. 또한 사촌인 샬린 주교 덕분에 종교에 관한 주제는 알랭의 연구와 반성에 특히 큰 자리를 차지하게 된다. 알랭은 본질적으로 아버지와 할아버지로부터 급진주의의 큰 부분을 가져왔다. 
1881년 알랭은 리세 달랑송에 입학하여 5년 만에 졸업한다. 이 시기 그가 좋아한 작가들로는 호메로스, 플라톤, 르네 데카르트, 오노레 드 발자크, 스탕달이 있다. 알랭은 고대 그리스어를 라틴어보다 더 잘 읽었다.
처음엔 에콜 폴리테크니크로 진로를 정했던 알랭은 마지막에 문과 입시 준비로 계열을 변경하는데, 1886년부터 리세 미슐레 드 방브에 외부생으로서 들어간다. 그곳에서 알랭은 철학자 쥘 라뇨와의 결정적인 만남을 가졌는데, 알랭은 라뇨를 스승처럼 여겼으며, 라뇨는 그를 철학의 길로 인도했다.

### 교사, 운동가, 저널리스트
1889년 고등사범학교 입학경쟁시험에서 합격하고 난 이후, 알랭은 1892년 철학 아그레가시옹에서 3위를 거머쥐며, 이어서 퐁티비의 리세 조제프로트, 로리앵의 뒤퓌드롬, 루앙(리세 코르네유 1900-1902), 파리(리세 콩도르세), 마지막으로 방브(리세 미슐레)에서 교사로 임용된다. 알랭은 공화파와 급진파 쪽에서 정치 활동을 하며, 프랑스 공화국의 세속 정치를 위한 회담을 연다. 1902년, 루앙에서 선거 운동을 치루던 알랭의 지지후보 루이 리카르가 패배하고 나서, 알랭은 정치 활동에서 은퇴했으며, 드레퓌스 사건으로 설립된 대중 대학과, 그리고 문학에 헌신하게 된다. 1903년부터 알랭은 《루앙•노르망디 급보》에서 “일요일의 약속”, 이후 “월요일의 약속”이라고 이름 붙여진 주간 기고문을 싣는데, 이는 《매일의 약속》을 창간하기 전이었다. 1906년 2월부터 1914년 9월까지 이 "약속"은 3000편이 나왔다. 1909년 리세 앙리카르트 그랑제콜 준비반 교사가 된 알랭은, 제자들(시몬 베유, 레몽 아롱, 기욤 갱디, 조르주 캉길렘, 앙드레 모루아, 쥘리앵 그라크 등)에게 깊은 영향을 끼친다. 알랭은 또한 1906년부터 파리에 있는 콜레주 세비녜에서도 강의했다.

## 철학
노르망디 모르타뉴에서 출생했으며, 엄격한 종교 교육을 받았으나 신을 믿지 않았다. 여러 곳의 고등중학교에서 철학을 강의하여 많은 추종자와 제자를 가지고 있었다. 그 가운데 특히 모르와가 유명하다. 그는 "정신은 진리의 쓰레받기가 아니다"라 말하여 사상의 귀납과 요약을 일체하지 않고 현실에 적응한 산 사고(思考)를 통하여 대상을 파악하려 하는데, 특히 기성체제에 대한 불신과 회의적인 태도는 현대의 소크라테스 내지는 몽테뉴라 불릴 만하다. 그는 "잘 판단하는 것이 잘 행동하는 것이다"라고 하여 이성을 높이 평가하였다.
저서는 철학 관계 이외에 문학·미술·음악·종교·역사·교육·정치·경제 다방면에 걸쳐 있고 그 대부분은 그가 창시한 짧은 "어록(語錄)"의 형식을 취하였다. 중요한 것에 《알랭 어록》(1908 ~ 1938), 《정신과 정열에 관한 81장》(1917), 《예술론》(1920), 《문학론》(1933), 《스탕달》(1935), 《내 사색의 자취》(1936) 등이 있다.

## 저작

### 생전 출판된 저서
- La théorie de la connaissance des Stoïciens (1891, 1964년 출간)
- Spinoza (1900)
- Les Cent un Propos d'Alain (2ème série) (1910)
- Propos d'un Normand (1912)
- Éléments de philosophie (1916)
- Quatre-vingt-un Chapitres sur l'esprit et les passions (1917)
- Petit Traité d'Harmonie pour les aveugles (en braille, 1918)
- Les Marchands de Sommeil (1919)
- Système des Beaux-Arts (1920)
- Mars ou la guerre jugée (1921)
- Propos sur l'esthétique (1923)
- Propos sur le christianisme(1924) (F. Reider 출판자)
- Lettres au Dr Henri Mondor (1924)
- Propos sur les pouvoirs (1925)
- Souvenirs concernant Jules Lagneau (1925)
- Sentiments, passions et signes (1926)
- Le citoyen contre les pouvoirs (1926)
- Les idées et les âges (1927)
- La visite au musicien (1927)
- Esquisses de l'homme (1927)
- Propos sur le bonheur (1925, 1928년 증보판)
- Les Cent un propos d'Alain (5ème série) (1928)
- Onze chapitres sur Platon (1928)
- Entretiens au bord de la mer (1931)
- Vingt leçons sur les Beaux-Arts (1931)
- Idées (1932)
- Propos sur l'éducation (1932)
- Les Dieux (1933)
- Propos de littérature (1934)
- Propos de politique (1934)
- Propos d'économique, éd. 갈리마르, collection Les Essais (1935)
- Stendhal (1935)
- En lisant Balzac, éd. Laboratoires Martinet, 1935
- Histoire de mes pensées (1936)
- Avec Balzac, Gallimard, Paris, 1937, 1999년 재판.
- Souvenirs de guerre (1937)
- Entretien chez le sculpteur (1937)
- Les Saisons de l'esprit (1937)
- Propos sur la religion (1938)
- Convulsions de la force (suite à Mars) (1939, 1962년 재판)
- Minerve ou De la sagesse (1939)
- Vigiles de l'esprit (1942)
- Préliminaires à la mythologie (1943)
- Abrégés pour les aveugles (1943)
- Idées, introduction à la philosophie (1945)

### 사후
- Vingt et une Scènes de Comédie (1955)
- Propos, La Pléiade, Gallimard, 1956
- Les arts et les dieux; Paris (Gallimard), 1958
- Les passions et la sagesse; Paris (Gallimard), 1960
- Propos sur des philosophes (1961)
- Lettres aux deux amies, Les Belles Lettres, 2014
- Journal inédit; Éditions des Équateurs, 2018